# الکساندر پروخوروف
الکساندر پروخوروف (روسی: Александр Владимирович Прохоров؛ ۱۸ ژوئن ۱۹۴۶ – ۷ ژانویهٔ ۲۰۰۵) بازیکن و مربی فوتبال اهل اتحاد جماهیر شوروی سوسیالیستی بود.
از باشگاه‌هایی که در آن بازی کرده‌است می‌توان به باشگاه فوتبال دینامو مینسک، تیم فوتبال المپیک اتحاد جماهیر شوروی، باشگاه فوتبال اسپارتاک مسکو، باشگاه فوتبال دینامو کی‌یف، باشگاه فوتبال نمان گرودنو، و باشگاه فوتبال متالورگ زاپروژیا اشاره کرد.
وی همچنین در تیم‌های ملی فوتبال تیم فوتبال المپیک اتحاد جماهیر شوروی و شوروی بازی کرده‌است.